# Simone Oehrli
Simone Oehrli (* 2. September 1989) ist eine Schweizer Telemarkerin.

## Werdegang
Am 12. Januar 2013 gab Oehrli ihr Debüt im Telemark-Weltcup. In ihrer ersten Saison könnte sie sich in der Spitze oben festsetzen. Beim Weltcup in Rauris fuhr sie im Classic-Rennen mit Platz vier ihr bestes Saisonergebnis ein. Im weiteren Verlauf der Saison fuhr sie fünfmal unter den ersten zehn. Im Gesamtweltcup kam sie auf den sechsten Platz, im Classic den siebenten Platz, im Classic Sprint und im Parallelsprint auf den sechsten Platz. Bei ihren ersten Weltmeisterschaften 2013 fuhr sie in allen drei Rennen unter den ersten zehn. In der Saison 2013/14 belegte Oehrli in allen Rennen unter den ersten sieben und siebenmal stand sie auf dem Podium. In der Weltcupgesamtwertung landete sie auf den vierten Platz, im Classic auf vierten Platz, im Classic Sprint und Parallelsprint auf den dritten Platz. Sie trat zum ersten Mal bei den Schweizer Meisterschaften 2014 in der Lenk an und gewann die Silbermedaille hinter der erfolgreichsten Telemarkerin Amélie Reymond. Bis zu den Weltmeisterschaften kam sie in Saison 2014/15 zweimal auf das Podium. Bei ihrer Zweiten Teilnahme an den Weltmeisterschaften 2015 in Steamboat Springs hat sich für sie gelohnt. Im Classic Sprint kam sie auf den sechsten Platz, im Parallelsprint auf den neunten Platz und im Classic gewann sie die Silbermedaille. Nach den Weltmeisterschaften kam sie bei ihrem Heimrennen in Mürren im Classic-Rennen auf den dritten Platz. In der Weltcupgesamtwertung kam sie auf den sechsten Platz, im Classic auf den fünften Platz, im Classic Sprint auf den sechsten Platz und im Parallelsprint auf den siebenten Platz. Oehrli gewann am Saisonende bei den Schweizer Meisterschaften im Telemark 2015 in Vals die Bronzemedaille.

## Erfolge

### Weltmeisterschaft
- Espot 2013: 8. Classic, 9. Parallelsprint, 8. Classic Sprint
- Steamboat Springshat 2015: 2. Classic, 9. Parallelsprint, 6. Classic Sprint

### Weltcup
- 11 Podestplätze, davon 0 Siege:
- Weltcupplatzierungen

| Saison  | Gesamt | Riesenslalom | Classic | Classic Sprint | Parallelsprint |
| ------- | ------ | ------------ | ------- | -------------- | -------------- |
| 2013    | 6.     | –            | 7.      | 6.             | 6.             |
| 2013/14 | 4.     | –            | 4.      | 3.             | 3.             |
| 2014/15 | 6.     | –            | 5.      | 6.             | 7.             |
| 2015/16 |        | –            |         |                |                |

### Schweizer Meisterschaften
| Schweizer Meisterschaften | Schweizer Meisterschaften | Schweizer Meisterschaften | Schweizer Meisterschaften |
| ------------------------- | ------------------------- | ------------------------- | ------------------------- |
| Silber                    | 2014 Lenk im Simmental    | Silber im Sprint          |                           |
| Bronze                    | 2015 Vals                 | Bronze im Sprint          |                           |
| Bronze                    | 2016 Vals                 | Bronze im Sprint          |                           |